# Popis osvajača olimpijskih odličja u plivanju
Ovo je popis osvjača medalja na Ljetnim olimpijskim igrama u plivanju. Popis je poredan po disciplinama gdje su u prvom dijelu navedene one koje se još i danas održavaju, a u drugom dijelu one koje su se održavale.

## Napomene
*  Na Olimpijskim igrama 1896. i 1900. godine nisu se dodjeljivale zlatne medalje. Pobjednik bi dobio srebrnu, a drugoplasirani brončanu. Trećeplasirani nije dobio ništa. U ovom popisu ti plivači navedeni kao pobjednici, tako da bi bilo lakše uspoređivati s uspjesima današnjih plivača.
** Olimpijske međuigre 1906. nemaju nikakav službeni status. Stoga su ovdje rezultati samo navedeni, a u ukupnom zbroju osvojenih odličja se ne uzimaju u obzir.

## Današnja natjecanja

### Slobodni stil

#### 50 m slobodno
| Olimpijada         | Zlato                       | Srebro         | Bronca                    |
| ------------------ | --------------------------- | -------------- | ------------------------- |
| OI Seoul 1988.     | Matt Biondi                 | Tom Jager      | Gennadi Prigoda           |
| OI Barcelona 1992. | Aleksandr Popov             | Matt Biondi    | Tom Jager                 |
| OI Atlanta 1996.   | Aleksandr Popov             | Gary Hall Jr.  | Fernando Scherer          |
| OI Sydney 2000.    | Anthony Ervin Gary Hall Jr. | –              | Pieter van den Hoogenband |
| OI Atena 2004.     | Gary Hall Jr.               | Duje Draganja  | Roland Mark Schoeman      |
| OI Peking 2008.    | César Cielo Filho           | Amaury Leveaux | Alain Bernard             |
| OI London 2012.    | Florent Manaudou            | Cullen Jones   | César Cielo Filho         |

#### 100 m slobodno
| Olimpijada                 | Zlato                     | Srebro               | Bronca                        |
| -------------------------- | ------------------------- | -------------------- | ----------------------------- |
| OI Atena 1896.             | Alfréd Hajós *            | Otto Herschmann *    | -                             |
| OI međuigre Atena 1906. ** | Charles Daniels           | Zoltán von Halmay    | Cecil Healy                   |
| OI London 1908.            | Charles Daniels           | Zoltán von Halmay    | Harald Julin                  |
| OI Stockholm 1912.         | Duke Kahanamoku           | Cecil Healy          | Kenneth Huszagh               |
| OI Antwerpen 1920.         | Duke Kahanamoku           | Pua Kealoha          | William Harris                |
| OI Pariz 1924.             | Johnny Weissmüller        | Duke Kahanamoku      | Samuel Kahanamoku             |
| OI Amsterdam 1928.         | Johnny Weissmüller        | István Bárány        | Katsuo Takaishi               |
| OI Los Angeles 1932.       | Yasuji Miyazaki           | Tatsugo Kawaishi     | Albert Schwartz               |
| OI Berlin 1936.            | Ferenc Csík               | Masonori Yusa        | Shigeo Arai                   |
| OI London 1948.            | Walter Ris                | Alan Ford            | Géza Kádas                    |
| OI Helsinki 1952.          | Clarke Scholes            | Hiroshi Suzuki       | Göran Larsson                 |
| OI Melbourne 1956.         | John Henricks             | John Devitt          | Gary Chapman                  |
| OI Rim 1960.               | John Devitt               | Lance Larson         | Manuel dos Santos             |
| OI Tokio 1964.             | Donald Schollander        | Robert McGregor      | Hans-Joachim Klein            |
| OI Ciudad Mexico 1968.     | Michael Wenden            | Kenneth Walsh        | Mark Spitz                    |
| OI München 1972.           | Mark Spitz                | Jerry Heidenreich    | Wladimir Bure                 |
| OI Montreal 1976.          | James Montgomery          | Jack Babashoff       | Peter Nocke                   |
| OI Moskva 1980.            | Jörg Woithe               | Per Holmertz         | Per Johansson                 |
| OI Los Angeles 1984.       | Ambrose Gaines            | Mark Stockwell       | Per Johansson                 |
| OI Seoul 1988.             | Matt Biondi               | Christopher Jacobs   | Stéphan Caron                 |
| OI Barcelona 1992.         | Aleksandr Popov           | Gustavo Borges       | Stéphan Caron                 |
| OI Atlanta 1996.           | Aleksandr Popov           | Gary Hall Jr.        | Gustavo Borges                |
| OI Sydney 2000.            | Pieter van den Hoogenband | Aleksandr Popov      | Gary Hall Jr.                 |
| OI Atena 2004.             | Pieter van den Hoogenband | Roland Mark Schoeman | Ian Thorpe                    |
| OI Peking 2008.            | Alain Bernard             | Eamon Sullivan       | Jason Lezak César Cielo Filho |
| OI London 2012.            | Nathan Adrian             | James Magnussen      | Brent Hayden                  |

#### 200 m slobodno
| Olimpijada             | Zlato                     | Srebro                    | Bronca                |
| ---------------------- | ------------------------- | ------------------------- | --------------------- |
| OI Pariz 1900.         | Frederick Lane *          | Zoltán von Halmay *       | Karl Ruberl *         |
| OI Ciudad Mexico 1968. | Michael Wenden            | Donald Schollander        | John Nelson           |
| OI München 1972.       | Mark Spitz                | Steven Genter             | Werner Lampe          |
| OI Montreal 1976.      | Bruce Furniss             | John Naber                | James Montgomery      |
| OI Moskva 1980.        | Sergei Kopljakow          | Andrei Krylow             | Graeme Brewer         |
| OI Los Angeles 1984.   | Michael Groß              | Michael Heath             | Thomas Fahrner        |
| OI Seoul 1988.         | Duncan Armstrong          | Anders Holmertz           | Matt Biondi           |
| OI Barcelona 1992.     | Jewgeni Sadowy            | Anders Holmertz           | Antti Kasvio          |
| OI Atlanta 1996.       | Danyon Loader             | Gustavo Borges            | Daniel Kowalski       |
| OI Sydney 2000.        | Pieter van den Hoogenband | Ian Thorpe                | Massimiliano Rosolino |
| OI Atena 2004.         | Ian Thorpe                | Pieter van den Hoogenband | Michael Phelps        |
| OI Peking 2008.        | Michael Phelps            | Park Tae-Hwan             | Peter Vanderkaay      |
| OI London 2012.        | Yannick Agnel             | Sun Yang Park Tae-Hwan    |                       |

#### 400 m slobodno
| Olimpijada                 | Zlato              | Srebro                | Bronca             |
| -------------------------- | ------------------ | --------------------- | ------------------ |
| OI međuigre Atena 1906. ** | Otto Scheff        | Henry Taylor          | John Arthur Jarvis |
| OI London 1908.            | Henry Taylor       | Frank Beaurepaire     | Otto Scheff        |
| OI Stockholm 1912.         | George Hodgson     | John Hatfield         | Harold Hardwick    |
| OI Antwerpen 1920.         | Norman Ross        | Ludy Langer           | George Vernot      |
| OI Pariz 1924.             | Johnny Weissmüller | Arne Borg             | Andrew Charlton    |
| OI Amsterdam 1928.         | Alberto Zorrilla   | Andrew Charlton       | Arne Borg          |
| OI Los Angeles 1932.       | Clarence Crabbe    | Jean Taris            | Tsutomu Oyokota    |
| OI Berlin 1936.            | Jack Medica        | Shumpei Uto           | Shozo Makino       |
| OI London 1948.            | William Smith      | James McLane          | John Marshall      |
| OI Helsinki 1952.          | Jean Boiteux       | Ford Konno            | Per-Olof Östrand   |
| OI Melbourne 1956.         | Murray Rose        | Tsuyoshi Yamanaka     | George Breen       |
| OI Rim 1960.               | Murray Rose        | Tsuyoshi Yamanaka     | John Konrads       |
| OI Tokio 1964.             | Donald Schollander | Frank Wiegand         | Allan Wood         |
| OI Ciduad de Mexico 1968.  | Michael Burton     | Ralph Hutton          | Alain Mosconi      |
| OI München 1972.           | Bradford Cooper    | Steven Genter         | Tom McBreen        |
| OI Montreal 1976.          | Brian Goodell      | Tom Shaw              | Wladimir Raskatow  |
| OI Moskva 1980.            | Vladimir Salnjikov | Andrei Krylow         | Iwar Stukolkin     |
| OI Los Angeles 1984.       | George DiCarlo     | John Mykkanen         | Justin Lemberg     |
| OI Seoul 1988.             | Uwe Daßler         | Duncan Armstrong      | Artur Wojdat       |
| OI Barcelona 1992.         | Jewgeni Sadowy     | Kieren Perkins        | Anders Holmertz    |
| OI Atlanta 1996.           | Danyon Loader      | Paul Palmer           | Daniel Kowalski    |
| OI Sydney 2000.            | Ian Thorpe         | Massimiliano Rosolino | Klete Keller       |
| OI Atena 2004.             | Ian Thorpe         | Grant Hackett         | Klete Keller       |
| OI Peking 2008.            | Park Tae-hwan      | Zhang Lin             | Larsen Jensen      |
| OI London 2012.            | Sun Yang           | Park Tae-hwan         | Peter Vanderkaay   |

#### 1500 m slobodno
| Olimpijada             | Zlato              | Srebro             | Bronca            |
| ---------------------- | ------------------ | ------------------ | ----------------- |
| OI London 1908.        | Henry Taylor       | Thomas Battersby   | Frank Beaurepaire |
| OI Stockholm 1912.     | George Hodgson     | John Hatfield      | Harold Hardwick   |
| OI Antwerpen 1920.     | Norman Ross        | George Vernot      | Frank Beaurepaire |
| OI Pariz 1924.         | Andrew Charlton    | Arne Borg          | Frank Beaurepaire |
| OI Amsterdam 1928.     | Arne Borg          | Andrew Charlton    | Clarence Crabbe   |
| OI Los Angeles 1932.   | Kusuo Kitamura     | Shozo Makino       | James Cristy      |
| OI Berlin 1936.        | Noboru Terada      | Jack Medica        | Shumpei Uto       |
| OI London 1948.        | James McLane       | John Marshall      | György Mitró      |
| OI Helsinki 1952.      | Ford Konno         | Shiro Hashizume    | Tetsuo Okamoto    |
| OI Melbourne 1956.     | Murray Rose        | Tsuyoshi Yamanaka  | George Breen      |
| OI Rim 1960.           | John Konrads       | Murray Rose        | George Breen      |
| OI Tokio 1964.         | Robert Windle      | John Nelson        | Allan Wood        |
| OI Ciudad Mexico 1968. | Michael Burton     | John Kinsella      | Gregory Brough    |
| OI München 1972.       | Michael Burton     | Graham Windeatt    | Douglas Northway  |
| OI Montreal 1976.      | Brian Goodell      | Bobby Hackett      | Stephen Holland   |
| OI Moskva 1980.        | Vladimir Salnjikov | Alexander Tschajew | Max Metzker       |
| OI Los Angeles 1984.   | Michael O’Brien    | George DiCarlo     | Stefan Pfeiffer   |
| OI Seoul 1988.         | Vladimir Salnjikov | Stefan Pfeiffer    | Uwe Daßler        |
| OI Barcelona 1992.     | Kieren Perkins     | Glen Housman       | Jörg Hoffmann     |
| OI Atlanta 1996.       | Kieren Perkins     | Daniel Kowalski    | Graeme Smith      |
| OI Sydney 2000.        | Grant Hackett      | Kieren Perkins     | Chris Thompson    |
| OI Atena 2004.         | Grant Hackett      | Larsen Jensen      | David Davies      |
| OI Peking 2008.        | Oussama Mellouli   | Grant Hackett      | Ryan Cochrane     |
| OI London 2012.        | Sun Yang           | Ryan Cochrane      | Oussama Mellouli  |

### Leđni stil

#### 100 m leđno
| Olimpijada             | Zlato               | Srebro              | Bronca                            |
| ---------------------- | ------------------- | ------------------- | --------------------------------- |
| OI London 1908.        | Arno Bieberstein    | Ludwig Dam          | Herbert Haresnape                 |
| OI Stockholm 1912.     | Harry Hebner        | Otto Fahr           | Paul Kellner                      |
| OI Antwerpen 1920.     | Warren Paoa Kealoha | Raymond Kegeris     | Gérard Blitz                      |
| OI Pariz 1924.         | Warren Paoa Kealoha | Paul Wyatt          | Károly Bartha                     |
| OI Amsterdam 1928.     | George Kojac        | Walter Laufer       | Paul Wyatt                        |
| OI Los Angeles 1932.   | Masaji Kiyokawa     | Toshio Irie         | Kentaro Kawatsu                   |
| OI Berlin 1936.        | Adolph Kiefer       | Albert van de Weghe | Masaji Kiyokawa                   |
| OI London 1948.        | Allen Stack         | Robert Cowell       | Georges Vallerey                  |
| OI Helsinki 1952.      | Yoshinobu Oyakawa   | Gilbert Bozon       | Jack Taylor                       |
| OI Melbourne 1956.     | David Theile        | John Monckton       | Frank McKinney                    |
| OI Rim 1960.           | David Theile        | Frank McKinney      | Robert Bennett                    |
| OI Ciudad Mexico 1968. | Roland Matthes      | Charles Hickcox     | Ronald Mills                      |
| OI München 1972.       | Roland Matthes      | Mike Stamm          | John Murphy                       |
| OI Montreal 1976.      | John Naber          | Peter Rocca         | Roland Matthes                    |
| OI Moskva 1980.        | Bengt Baron         | Wiktor Kusnezow     | Wladimir Dolgow                   |
| OI Los Angeles 1984.   | Richard Carey       | David Wilson        | Mike West                         |
| OI Seoul 1988.         | Daichi Suzuki       | David Berkoff       | Igor Poljanski                    |
| OI Barcelona 1992.     | Mark Tewksbury      | Jeff Rouse          | David Berkhoff                    |
| OI Atlanta 1996.       | Jeff Rouse          | Rodolfo Falcón      | Neisser Bent                      |
| OI Sydney 2000.        | Lenny Krayzelburg   | Matt Welsh          | Stev Theloke                      |
| OI Atena 2004.         | Aaron Peirsol       | Markus Rogan        | Tomomi Morita                     |
| OI Peking 2008.        | Aaron Peirsol       | Matt Grevers        | Arkady Vyatchanin Hayden Stoeckel |
| OI London 2012.        | Matt Grevers        | Nick Thoman         | Ryosuke Irie                      |

#### 200 m leđno
| Olimpijada             | Zlato               | Srebro            | Bronca              |
| ---------------------- | ------------------- | ----------------- | ------------------- |
| OI Pariz 1900.         | Ernst Hoppenberg *  | Karl Ruberl *     | Johannes Drost *    |
| OI Tokio 1964.         | Jed Graef           | Gary Dilley       | Robert Bennett      |
| OI Ciudad Mexico 1968. | Roland Matthes      | Mitchell lvey     | Jack Horsley        |
| OI München 1972.       | Roland Matthes      | Mike Stamm        | Mitchell Ivey       |
| OI Montreal 1976.      | John Naber          | Peter Rocca       | Dan Harrigan        |
| OI Moskva 1980.        | Sándor Wladár       | Zoltán Verrasztó  | Mark Kerry          |
| OI Los Angeles 1984.   | Richard Carey       | Frédéric Delcourt | Cameron Henning     |
| OI Seoul 1988.         | Igor Poljanski      | Frank Baltrusch   | Paul Kingsman       |
| OI Barcelona 1992.     | Martín López-Zubero | Wladimir Selkow   | Stefano Battistelli |
| OI Atlanta 1996.       | Brad Bridgewater    | Tripp Schwenk     | Emanuele Merisi     |
| OI Sydney 2000.        | Lenny Krayzelburg   | Aaron Peirsol     | Matt Welsh          |
| OI Atena 2004.         | Aaron Peirsol       | Markus Rogan      | Răzvan Florea       |
| OI Peking 2008.        | Ryan Lochte         | Aaron Peirsol     | Arkadij Vjatčanin   |
| OI London 2012.        | Tyler Clary         | Ryosuke Irie      | Ryan Lochte         |

### Prsni stil

#### 100 m prsno
| Olimpijada             | Zlato                  | Srebro             | Bronca          |
| ---------------------- | ---------------------- | ------------------ | --------------- |
| OI Ciudad Mexico 1968. | Donald McKenzie        | Wladimir KossinskI | Nikolai Pankin  |
| OI München 1972.       | Nobutaka Taguchi       | Tom Bruce          | John Hencken    |
| OI Montreal 1976.      | John Hencken           | David Wilkie       | Avidas Juzaitis |
| OI Moskva 1980.        | Duncan Goodhew         | Arsens Miskarovs   | Peter Evans     |
| OI Los Angeles 1984.   | Steve Lundquist        | Victor Davis       | Peter Evans     |
| OI Seoul 1988.         | Adrian Moorhouse       | Károly Güttler     | Dimitri Wolkow  |
| OI Barcelona 1992.     | Nelson Diebel          | Norbert Rózsa      | Philip Rogers   |
| OI Atlanta 1996.       | Frederik Deburghgraeve | Jeremy Linn        | Mark Warnecke   |
| OI Sydney 2000.        | Domenico Fioravanti    | Ed Moses           | Roman Sludnow   |
| OI Atena 2004.         | Kōsuke Kitajima        | Brendan Hansen     | Hugues Duboscq  |
| OI Peking 2008.        | Kōsuke Kitajima        | Alexander Dale Oen | Hugues Duboscq  |
| OI London 2012.        | Cameron van der Burgh  | Christian Sprenger | Brendan Hansen  |

#### 200 m prsno
| Olimpijada             | Zlato               | Srebro             | Bronca             |
| ---------------------- | ------------------- | ------------------ | ------------------ |
| OI London 1908.        | Frederick Holman    | William Robinson   | Pontus Hansson     |
| OI Stockholm 1912.     | Walter Bathe        | Wilhelm Lützow     | Kurt Malisch       |
| OI Antwerpen 1920.     | Håkan Malmrot       | Thor Henning       | Arvo Aaltonen      |
| OI Pariz 1924.         | Robert Skelton      | Joseph de Combe    | William Kirschbaum |
| OI Amsterdam 1928.     | Yoshiyuki Tsuruta   | Erich Rademacher   | Teofilo Yldefonzo  |
| OI Los Angeles 1932.   | Yoshiyuki Tsuruta   | Reizo Koike        | Teofilo Yldefonzo  |
| OI Berlin 1936.        | Tetsuo Hamuro       | Erwin Sietas       | Reizo Koike        |
| OI London 1948.        | Joseph Verdeur      | Keith Carter       | Robert Sohl        |
| OI Helsinki 1952.      | John Davies         | Bowen Stassforth   | Herbert Klein      |
| OI Melbourne 1956.     | Masaru Furukawa     | Masahiro Yoshimura | Charis Junitschew  |
| OI Rim 1960.           | William Mulliken    | Yoshikiko Osaki    | Wieger Mensonides  |
| OI Tokio 1964.         | Ian O’Brien         | Georgi Prokopenko  | Chester Jastremski |
| OI Ciudad Mexico 1968. | Felipe Múñoz        | Wladimir Kossinski | Brian Job          |
| OI München 1972.       | John Hencken        | David Wilkie       | Nobutaka Taguchi   |
| OI Montreal 1976.      | David Wilkie        | John Hencken       | Richard Colella    |
| OI Moskva 1980.        | Robertas Žulpa      | Albán Vermes       | Arsens Miskarovs   |
| OI Los Angeles 1984.   | Victor Davis        | Glenn Beringen     | Étienne Dagon      |
| OI Seoul 1988.         | József Szabó        | Nick Gillingham    | Sergio López Miró  |
| OI Barcelona 1992.     | Michael Barrowman   | Norbert Rózsa      | Nick Gillingham    |
| OI Atlanta 1996.       | Norbert Rózsa       | Károly Güttler     | Andrei Kornejew    |
| OI Sydney 2000.        | Domenico Fioravanti | Terence Parkin     | Davide Rummolo     |
| OI Atena 2004.         | Kōsuke Kitajima     | Dániel Gyurta      | Brendan Hansen     |
| OI Peking 2008.        | Kōsuke Kitajima     | Brendan Rickard    | Hugues Duboscq     |
| OI London 2012.        | Dániel Gyurta       | Michael Jamieson   | Ryo Tateishi       |

### Leptir stil

#### 100 m leptir
| Olimpijada             | Zlato           | Srebro                           | Bronca             |
| ---------------------- | --------------- | -------------------------------- | ------------------ |
| OI Ciudad Mexico 1968. | Douglas Russell | Mark Spitz                       | Ross Wales         |
| OI München 1972.       | Mark Spitz      | Bruce Robertson                  | Jerry Heidenreich  |
| OI Montreal 1976.      | Matt Vogel      | Joe Bottom                       | Gary Hall Sr.      |
| OI Moskva 1980.        | Pär Arvidsson   | Roger Pyttel                     | David López-Zubero |
| OI Los Angeles 1984.   | Michael Groß    | Pablo Morales                    | Glenn Buchanan     |
| OI Seoul 1988.         | Anthony Nesty   | Matt Biondi                      | Andrew Jameson     |
| OI Barcelona 1992.     | Pablo Morales   | Rafal Szukala                    | Anthony Nesty      |
| OI Atlanta 1996.       | Denis Pankratow | Scott Miller                     | Wladislaw Kulikow  |
| OI Sydney 2000.        | Lars Frölander  | Michael Klim                     | Geoff Huegill      |
| OI Atena 2004.         | Michael Phelps  | Ian Crocker                      | Andrij Serdinow    |
| OI Peking 2008.        | Michael Phelps  | Milorad Čavić                    | Andrew Lauterstein |
| OI London 2012.        | Michael Phelps  | Chad le Clos Yevgeny Korotyshkin |                    |

#### 200 m leptir
| Olimpijada             | Zlato           | Srebro           | Bronca           |
| ---------------------- | --------------- | ---------------- | ---------------- |
| OI Melbourne 1956.     | William Yorzyk  | Takashi Ishimoto | György Tumpek    |
| OI Rim 1960.           | Michael Troy    | Neville Hayes    | David Gillanders |
| OI Tokio 1964.         | Kevin Berry     | Carl Robie       | Fred Schmidt     |
| OI Ciudad Mexico 1968. | Carl Robie      | Martyn Woodroffe | John Ferris      |
| OI München 1972.       | Mark Spitz      | Gary Hall Sr.    | Robin Backhouse  |
| OI Montreal 1976.      | Michael Bruner  | Steven Gregg     | Bill Forrester   |
| OI Moskva 1980.        | Serhij Fessenko | Philip Hubble    | Roger Pyttel     |
| OI Los Angeles 1984.   | Jonathan Sieben | Michael Groß     | Rafael Vidal     |
| OI Seoul 1988.         | Michael Groß    | Benny Nielsen    | Anthony Mosse    |
| OI Barcelona 1992.     | Melvin Stewart  | Danyon Loader    | Franck Esposito  |
| OI Atlanta 1996.       | Denis Pankratow | Tom Malchow      | Scott Goodman    |
| OI Sydney 2000.        | Tom Malchow     | Denis Sylantjew  | Justin Norris    |
| OI Atena 2004.         | Michael Phelps  | Takashi Yamamoto | Stephen Parry    |
| OI Peking 2008.        | Michael Phelps  | László Cseh      | Takeshi Matsuda  |
| OI London 2012.        | Chad le Clos    | Michael Phelps   | Takeshi Matsuda  |

### Mješovito pojedinačno

#### 200 m mješovito
| Olimpijada             | Zlato                 | Srebro             | Bronca              |
| ---------------------- | --------------------- | ------------------ | ------------------- |
| OI Ciudad Mexico 1968. | Charles Hickcox       | Gregory Buckingham | John Ferris         |
| OI München 1972.       | Gunnar Larsson        | Tim McKee          | Steven Furniss      |
| OI Los Angeles 1984.   | Alexander Baumann     | Pablo Morales      | Neil Cochran        |
| OI Seoul 1988.         | Tamás Darnyi          | Patrick Kühl       | Wadim Jaroschtschuk |
| OI Barcelona 1992.     | Tamás Darnyi          | Gregory Burgess    | Attila Czene        |
| OI Atlanta 1996.       | Attila Czene          | Jani Sievinen      | Curtis Myden        |
| OI Sydney 2000.        | Massimiliano Rosolino | Tom Dolan          | Tom Wilkens         |
| OI Atena 2004.         | Michael Phelps        | Ryan Lochte        | George Bovell       |
| OI Peking 2008.        | Michael Phelps        | László Cseh        | Ryan Lochte         |
| OI London 2012.        | Michael Phelps        | Ryan Lochte        | László Cseh         |

#### 400 m mješovito
| Olimpijada             | Zlato              | Srebro          | Bronca              |
| ---------------------- | ------------------ | --------------- | ------------------- |
| OI Tokio 1964.         | Richard Roth       | Roy Saari       | Gerhard Hetz        |
| OI Ciudad Mexico 1968. | Charles Hickcox    | Gary Hall Sr.   | Michael Holthaus    |
| OI München 1972.       | Gunnar Larsson     | Tim McKee       | András Hargitay     |
| OI Montreal 1976.      | Rod Strachan       | Tim McKee       | Andrei Smirnow      |
| OI Moskva 1980.        | Olexandr Sidorenko | Serhij Fessenko | Zoltán Verrasztó    |
| OI Los Angeles 1984.   | Alexander Baumann  | Ricardo Prado   | Robert Woodhouse    |
| OI Seoul 1988.         | Tamás Darnyi       | David Wharton   | Stefano Battistelli |
| OI Barcelona 1992.     | Tamás Darnyi       | Eric Namesnik   | Luca Sacchi         |
| OI Atlanta 1996.       | Tom Dolan          | Eric Namesnik   | Curtis Myden        |
| OI Sydney 2000.        | Tom Dolan          | Erik Vendt      | Curtis Myden        |
| OI Atena 2004.         | Michael Phelps     | Erik Vendt      | László Cseh         |
| OI Peking 2008.        | Michael Phelps     | László Cseh     | Ryan Lochte         |
| OI London 2012.        | Ryan Lochte        | Thiago Pereira  | Kosuke Hagino       |

### Duge staze

#### 10 km maraton
| Olimpijada      | Zlato                   | Srebro       | Bronca             |
| --------------- | ----------------------- | ------------ | ------------------ |
| OI Peking 2008. | Maarten van der Weijden | David Davies | Thomas Lurz        |
| OI London 2012. | Oussama Mellouli        | Thomas Lurz  | Richard Weinberger |

### Mješovito štafete

#### 4 x 100 m slobodno
| Olimpijada             | Zlato | Srebro | Bronca |
| ---------------------- | --- | --- | --- |
| OI Tokio 1964.         | SAD Stephen Clark Michael Austin Gary Ilman Donald Schollander                                                                                     | Njemačka Horst Löffler Frank Wiegand Uwe Jacobsen Hans-Joachim Klein                                                                | Australija David Dickson Peter Doak John Ryan Robert Windle                                                                        |
| OI Ciudad Mexico 1968. | SAD Zachary Zorn Stephen Rerych Mark Spitz Kenneth Walsh                                                                                           | SSSR Semjon Beliz-Geiman Wiktor Masanow Georgi Kulikow Leonid Iljitschow                                                            | Australija Gregory Rogers Robert Cusack Robert Windle Michael Wenden                                                               |
| OI München 1972.       | SAD David Edgar John Murphy Jerry Heidenreich Mark Spitz                                                                                           | SSSR Wladimir Bure Wiktor Masanow Wiktor Aboimow Igor Griwennikow                                                                   | Njemačka Demokratska Republika Roland Matthes Wilfried Hartung Peter Bruch Lutz Unger                                              |
| OI Los Angeles 1984.   | SAD Christopher Cavanaugh Michael Heath Matt Biondi Ambrose Gaines                                                                                 | Australija Gregory Fasala Neil Brooks Michael Delany Mark Stockwell                                                                 | Švedska Thomas Lejdström Bengt Baron Mikael Örn Per Johansson                                                                      |
| OI Seoul 1988.         | SAD Christopher Jacobs Troy Dalbey Tom Jager Matt Biondi                                                                                           | SSSR Gennadi Prigoda Juri Baschkatow Nikolai Jewsejew Wladimir Tkatschenko                                                          | Njemačka Demokratska Republika Dirk Richter Thomas Flemming Lars Hinneburg Steffen Zesner                                          |
| OI Barcelona 1992.     | SAD Joseph Hudepohl Matt Biondi Tom Jager Jon Olsen U kvalifikacijama: Shaun Jordan, Joel Thomas                                                   | SSSR Pawel Chnykin Gennadi Prigoda Juri Baschkatow Aleksandr Popov U kvalifikacijama: Wladimir Pyschnenko, Weniamin Tajanowitsch    | Njemačka Christian Tröger Dirk Richter Steffen Zesner Mark Pinger U kvalifikacijama: Andreas Szigat, Bengt Zikarsky                |
| OI Atlanta 1996.       | SAD Jon Olsen Josh Davis Bradley Schumacher Gary Hall Jr. U kvalifikacijama: David Fox, Scott Tucker                                               | Rusija Roman Jegorow Aleksandr Popov Wladimir Predkin Wladimir Pyschnenko U kvalifikacijama: Denis Pimankow, Konstantin Uschkow     | Njemačka Christian Tröger Bengt Zikarsky Björn Zikarsky Mark Pinger U kvalifikacijama: Alexander Lüderitz                          |
| OI Sydney 2000.        | Australija Michael Klim Chris Fydler Ashley Callus Ian Thorpe U kvalifikacijama: Todd Pearson, Adam Pine                                           | SAD Anthony Ervin Neil Walker Jason Lezak Gary Hall Jr. U kvalifikacijama: Scott Tucker, Josh Davis                                 | Brazil Fernando Scherer Gustavo Borges Carlos Jayme Edvaldo Valério                                                                |
| OI Atena 2004.         | Roland Mark Schoeman Lyndon Ferns Darian Townsend Ryk Neethling                                                                                    | Nizozemska Johan Kenkhuis Mitja Zastrow Klaas-Erik Zwering Pieter van den Hoogenband U kvalifikacijama: Mark Veens                  | SAD Ian Crocker Michael Phelps Neil Walker Jason Lezak U kvalifikacijama: Gabe Woodward, Nate Dusing, Gary Hall Jr.                |
| OI Peking 2008.        | SAD 1. Michael Phelps 2. Garrett Weber-Gale 3. Cullen Jones 4. Jason Lezak U kvalifikacijama: Nathan Adrian Matt Grevers Benjamin Wildman-Tobriner | Francuska 1. Amaury Leveaux 2. Fabien Gilot 3. Frederick Bousquet 4. Alain Bernard U kvalifikacijama: Gregory Mallet Boris Steimetz | Australija 1. Eamon Sullivan 2. Andrew Lauterstein 3. Ashley Callus 4. Matt Targett U kvalifikacijama: Leith Brodie Patrick Murphy |

#### 4 x 200 m slobodno
| Olimpijada             | Zlato | Srebro | Bronca |
| ---------------------- | --- | --- | --- |
| OI London 1908.        | Ujedinjeno Kraljevstvo John Derbyshire Paulo Radmilovic William Foster Henry Taylor                                            | Mađarska József Munk Imre Zachár Béla Las Torres Zoltán von Halmay                                                                  | SAD Harry Hebner Leo Goodwin Charles Daniels Leslie Rich                                                                                   |
| OI Stockholm 1912.     | Australasien Cecil Healy Malcolm Champion Leslie Boardman Harold Hardwick                                                      | SAD Kenneth Huszagh Harry Hebner Perry McGillivray Duke Kahanamoku                                                                  | Ujedinjeno Kraljevstvo William Foster Thomas Battersby John Hatfield Henry Taylor                                                          |
| OI Antwerpen 1920.     | SAD Perry McGillivray Pua Kealoha Norman Ross Duke Kahanamoku                                                                  | Australija Henry Hay William Herald Ivan Stedman Frank Beaurepaire                                                                  | Ujedinjeno Kraljevstvo Leslie Savage Edward Peter Henry Taylor Harold Annison                                                              |
| OI Pariz 1924.         | SAD Ralph Breyer Harrison Glancy Richard Howell Johnny Weissmüller U kvalifikacijama: James O'Connor, Lester Smith             | Australija Andrew Charlton Maurice Christie Frank Beaurepaire Ernest Henry U kvalifikacijama: Ivan Stedman                          | Švedska Åke Borg Arne Borg Orvar Trolle Georg Werner U kvalifikacijama: Tor Henning, Gösta Persson                                         |
| OI Amsterdam 1928.     | SAD Austin Clapp Walter Laufer George Kojac Johnny Weissmüller                                                                 | Japan Hiroshi Yoneyama Nobuo Arai Tokuhei Sada Katsuo Takaishi                                                                      | Kanada Frederick Bourne James Thompson Garnet Ault Walter Spence                                                                           |
| OI Los Angeles 1932.   | Japan Hisakichi Toyoda Masonori Yusa Yasuji Miyazaki Takashi Yokoyama                                                          | SAD George Fissler Francis Booth Manuella Kalili Maiola Kalili                                                                      | Mađarska András Wanié András Székely István Bárány László Szabados                                                                         |
| OI Berlin 1936.        | Japan Masonori Yusa Shigeo Sugiura Masaharu Taguchi Shigeo Arai                                                                | SAD Ralph Flanagan John Macionis Paul Wolf Jack Medica                                                                              | Mađarska Árpád Lengyel Oszkár Abay-Nemes Ödön Gróf Ferenc Csík                                                                             |
| OI London 1948.        | SAD Walter Ris James McLane Wallace Wolf William Smith                                                                         | Mađarska Elemér Szathmáry György Mitró Imre Nyéki Géza Kádas                                                                        | Francuska Joseph Bernardo René Cornu Henri Padou Alexandre Jany                                                                            |
| OI Helsinki 1952.      | SAD Wayne Moore William Woolsey Ford Konno James McLane                                                                        | Japan Hiroshi Suzuki Yoshihiro Hamaguchi Toru Goto Teijiro Tanikawa                                                                 | Francuska Joseph Bernardo Aldo Eminente Alexandre Jany Jean Boiteux                                                                        |
| OI Melbourne 1956.     | Australija Kevin O’Halloran John Devitt Murray Rose John Henricks                                                              | SAD Richard Hanley George Breen William Woolsey Ford Konno                                                                          | SSSR Witali Sorokin Wladimir Struschanow Gennadi Nikolajew Boris Nikitin                                                                   |
| OI Rim 1960.           | SAD George Harrison Richard Blick Michael Troy Jeff Farrell                                                                    | Japan Makoto Fukui Hiroshi Ishii Tsuyoshi Yamanaka Tatsuo Fujimoto                                                                  | Australija David Dickson John Devitt Murray Rose John Konrads                                                                              |
| OI Tokio 1964.         | SAD Stephen Clark Roy Saari Gary Ilman Donald Schollander                                                                      | Njemačka Horst-Günther Gregor Gerhard Hetz Frank Wiegand Hans-Joachim Klein                                                         | Japan Makoto Fukui Kunihiro Iwasaki Toshio Shoji Yukiaki Okabe                                                                             |
| OI Ciudad Mexico 1968. | SAD John Nelson Stephen Rerych Mark Spitz Donald Schollander                                                                   | Australija Gregory Rogers Graham White Robert Windle Michael Wenden                                                                 | SSSR Wladimir Bure Semjon Beliz-Geiman Georgi Kulikow Leonid Iljitschow                                                                    |
| OI München 1972.       | SAD John Kinsella Frederick Tyler Robert Genter Mark Spitz                                                                     | Njemačka Klaus Steinbach Werner Lampe Hans-Günther Vosseler Hans Fassnacht                                                          | SSSR Igor Griwennikow Wiktor Masanow Georgi Kulikow Wladimir Bure                                                                          |
| OI Montreal 1976.      | SAD Michael Bruner Bruce Furniss John Naber James Montgomery                                                                   | SSSR Wladimir Raskatow Andrei Bogdanow Sergei Kopljakow Andrei Krylow                                                               | Ujedinjeno Kraljevstvo Alan McClatchey David Dunne Gordon Downie Brian Brinkley                                                            |
| OI Moskva 1980.        | SSSR Sergei Kopljakow Vladimir Salnjikov Iwar Stukolkin Andrei Krylow                                                          | Njemačka Demokratska Republika Frank Pfütze Jörg Woithe Detlev Grabs Rainer Strohbach                                               | Brazil Jorge Luíz Fernandes Marcus Laborne Mattioli Ciro Marques Delgado Djan Garrido Madruga                                              |
| OI Los Angeles 1984.   | SAD Michael Heath David Larson Jeffrey Float Lawrence Hayes                                                                    | Njemačka Thomas Fahrner Dirk Korthals Alexander Schowtka Michael Groß                                                               | Ujedinjeno Kraljevstvo Neil Cochran Paul Easter Paul Howe Andrew Astbury                                                                   |
| OI Seoul 1988.         | SAD Troy Dalbey Matthew Cetlinski Douglas Gjertsen Matt Biondi                                                                 | Njemačka Demokratska Republika Uwe Daßler Sven Lodziewski Thomas Flemming Steffen Zesner                                            | Njemačka Erik Hochstein Thomas Fahrner Rainer Henkel Michael Groß                                                                          |
| OI Barcelona 1992.     | EUN Dmitri Lepikow Wladimir Pyschnenko Weniamin Tajanowitsch Jewgeni Sadowy U kvalifikacijama: Alexei Kudriawtsow, Juri Muchin | Švedska Anders Holmertz Tommy Werner Lars Frölander Christer Wallin                                                                 | SAD Joseph Hudepohl Melvin Stewart Jon Olsen Douglas Gjertsen U kvalifikacijama: Scott Jaffe, Daniel Jorgensen                             |
| OI Atlanta 1996.       | SAD Josh Davis Joseph Hudepohl Bradley Schumacher Ryan Berube U kvalifikacijama: Jon Olsen                                     | Švedska Christer Wallin Anders Holmertz Lars Frölander Anders Lyrbring                                                              | Njemačka Aimo Heilmann Christian Keller Christian Tröger Steffen Zesner U kvalifikacijama: Konstantin Dubrovin, Oliver Lampe               |
| OI Sydney 2000.        | Australija Ian Thorpe Michael Klim Todd Pearson William Kirby U kvalifikacijama: Grant Hackett, Daniel Kowalski                | SAD Scott Goldblatt Josh Davis Jamie Rauch Klete Keller U kvalifikacijama: Nate Dusing, Chad Carvin                                 | Nizozemska Martijn Zuijdweg Johan Kenkhuis Marcel Wouda Pieter van den Hoogenband U kvalifikacijama: Mark van der Zijden                   |
| OI Atena 2004.         | SAD Michael Phelps Ryan Lochte Peter Vanderkaay Klete Keller U kvalifikacijama: Dan Ketchum, Scott Goldblatt                   | Australija Grant Hackett Michael Klim Nicholas Sprenger Ian Thorpe U kvalifikacijama: Todd Pearson, Antony Matkovich, Craig Stevens | Italija Emiliano Brembilla Massimiliano Rosolino Simone Cercato Filippo Magnini U kvalifikacijama: Matteo Pelliciari, Federico Cappellazzo |
| OI Peking 2008.        | SAD Michael Phelps Ryan Lochte Ricky Berens Peter Vanderkaay U kvalifikacijama: David Walters, Erik Vendt, Klete Keller        | Rusija Nikita Lobintsev Evgeniy Lagunov Danila Izotov Alexander Sukhorukov U kvalifikacijama: Maxim Politschchuk                    | Australija Patrick Murphy Grant Hackett Grant Brits Nick Ffrost U kvalifikacijama: Kirk Palmer, Leith Brodie                               |

#### 4 x 100 m mješovito
| Olimpijada             | Zlato | Srebro | Bronca                                                                                                |
| ---------------------- | --- | --- | --- |
| OI Rim 1960.           | SAD Frank McKinney Paul Hait Lance Larson Jeff Farrell                                                                                    | Australija David Theile Terence Gathercole Neville Hayes Geoffrey Shipton                                                                      | Japan Kazuo Tomita Koichi Hirakida Yoshihiko Osaki Keigo Shimizu                                      |
| OI Tokio 1964.         | SAD Harold Mann William Craig Frederick Schmidt Stephen Clark                                                                             | Njemačka Ernst-Joachim Küppers Egon Henninger Horst-Günther Gregor Hans-Joachim Klein                                                          | Australija Peter Reynolds Ian O’Brien Kevin Berry David Dickson                                       |
| OI Ciudad Mexico 1968. | SAD Charles Hickcox Donald McKenzie Douglas Russell Kenneth Walsh                                                                         | Njemačka Demokratska Republika Roland Matthes Egon Henninger Horst-Günter Gregor Frank Wiegand                                                 | SSSR Juri Gromak Wladimir Kossinski Wladimir Nemschilow Leonid Iljitschow                             |
| OI München 1972.       | SAD Michael Stamm Thomas Bruce Mark Spitz Jerry Heidenreich                                                                               | Njemačka Demokratska Republika Roland Matthes Klaus Katzur Hartmut Flöckner Lutz Unger                                                         | Kanada Erik Fish William Mahony Bruce Robertson Robert Kasting                                        |
| OI Montreal 1976.      | SAD John Naber John Hencken Matt Vogel James Montgomery                                                                                   | Kanada Stephen Pickell Graham Smith Clayton Evans Gary MacDonald                                                                               | Njemačka Klaus Steinbach Walter Kusch Michael Kraus Peter Nocke                                       |
| OI Moskva 1980.        | Australija Mark Kerry Peter Evans Mark Tonelli Neil Brooks                                                                                | SSSR Wiktor Kusnezow Arsens Miskarovs Jewgeni Seredin Sergei Kopljakow                                                                         | Ujedinjeno Kraljevstvo Gary Abraham Duncan Goodhew David Lowe Martin Smith                            |
| OI Los Angeles 1984.   | SAD Richard Carey Steve Lundquist Pablo Morales Ambrose Gaines                                                                            | Kanada Mike West Victor Davis Tom Ponting Sandy Goss                                                                                           | Australija Mark Kerry Peter Evans Glenn Buchanan Mark Stockwell                                       |
| OI Seoul 1988.         | SAD David Berkoff Richard Schroeder Matt Biondi Christopher Jacobs                                                                        | Kanada Mark Tewksbury Victor Davis Thomas Ponting Donald Goss                                                                                  | SSSR Igor Poljanski Dimitri Wolkow Wadim Jarostschuk Gennadi Prigoda                                  |
| OI Barcelona 1992.     | SAD Jeff Rouse Nelson Diebel Pablo Morales Jan Olsen U kvalifikacijama: David Berkoff, Hans Dersch, Melvin Stewart, Matt Biondi           | EUN Wladimir Selkow Wassili Iwanow Pawel Chnykin Aleksandr Popov U kvalifikacijama: Wladimir Pyschnenko, Wladislaw Kulikow, Dimitri Wolkow     | Kanada Mark Tewksbury Jonathan Cleveland Marcel Gery Stephen Clarke U kvalifikacijama: Thomas Ponting |
| OI Atlanta 1996.       | SAD Jeff Rouse Jeremy Linn Mark Henderson Gary Hall Jr. U kvalifikacijama: Josh Davis, Kurt Grote, John Hargis, Tripp Schwenk             | Rusija Wladimir Selkow Stanislaw Lopuchow Denis Pankratow Aleksandr Popov U kvalifikacijama: Roman Iwanowski, Wladislaw Kulikow, Roman Jegorow | Australija Steven Dewick Philip Rogers Scott Miller Michael Klim U kvalifikacijama: Toby Haenen       |
| OI Sydney 2000.        | SAD Lenny Krayzelburg Ed Moses Ian Crocker Gary Hall Jr. U kvalifikacijama: Neil Walker, Tommy Hannan, Jason Lezak                        | Australija Matt Welsh Regan Harrison Geoff Huegill Michael Klim U kvalifikacijama: Josh Watson, Ryan Mitchell, Adam Pine, Ian Thorpe           | Njemačka Stev Theloke Jens Kruppa Thomas Rupprath Torsten Spanneberg                                  |
| OI Atena 2004.         | SAD Aaron Peirsol Brendan Hansen Ian Crocker Jason Lezak U kvalifikacijama: Mark Gangloff, Lenny Krayzelburg, Michael Phelps, Neil Walker | Njemačka Steffen Driesen Jens Kruppa Thomas Rupprath Lars Conrad U kvalifikacijama: Helge Meeuw                                                | Japan Tomomi Morita Kōsuke Kitajima Takashi Yamamoto Yoshihiro Okumura                                |
| OI Peking 2008.        | SAD Aaron Peirsol Brendan Hansen Michael Phelps Jason Lezak                                                                               | Australija Hayden Stoeckel Brenton Rickard Andrew Lauterstein Eamon Sullivan                                                                   | Japan Junichi Miyashita Kōsuke Kitajima Takuro Fujii Hisayoshi Sato                                   |

## Discipline koje se više ne održavaju
Zbog predugačke stranice, nastavak slijedi na Discipline koje se više ne održavaju

canada